# Andrew Moore (Politiker)

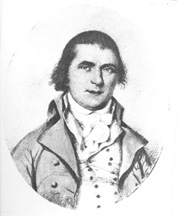
Andrew Moore

Andrew Moore (* 1752 im Rockbridge County, Colony of Virginia; † 14. April 1821 in Lexington, Virginia) war ein US-amerikanischer Politiker der Demokratisch-Republikanischen Partei. Er vertrat den Bundesstaat Virginia in beiden Kammern des Kongresses.

## Werdegang
Andrew Moore wurde 1752 auf dem Anwesen Cannicello nahe Fairfield geboren. Er promovierte an der Augusta Academy (heute Washington and Lee University) in Lexington. Anschließend fing er an Jura zu studieren. Seine Zulassung zum Rechtsanwalt bekam er 1774 und begann auch dann zu praktizieren. Während des Unabhängigkeitskrieges diente er im Rang eines Captain bis 1779. Anschließend wurde er zum Brigadegeneral und später zum Generalmajor von Virginias Miliz befördert. Zwischen 1780 und 1783 sowie zwischen 1785 und 1788 saß er im Abgeordnetenhaus von Virginia. Ferner war Moore 1788 ein Delegierter in Virginias Konvent, der die Verfassung der Vereinigten Staaten ratifizierte.
Moore wurde in den ersten, zweiten und dritten Kongress gewählt. Seine erste Amtszeit im Repräsentantenhaus der Vereinigten Staaten dauerte vom 4. März 1789 bis zum 3. März 1797. Die darauf folgende Amtszeit hatte er zwischen 1799 und 1800 inne. Danach kandidierte er für den US-Senat und siegte dort. Dieses Mandat übte er dann zwischen 1800 und 1801 aus. Anschließend kandidierte er noch einmal für den achten Kongress und gewann die Wahl gegen Thomas Lewis. Moore hatte dieses Amt zwischen dem 5. März und 11. August 1804 inne, als er plötzlich berufen wurde, den frei gewordenen Sitz von Wilson Cary Nicholas zu besetzen, der zuvor zurückgetreten war. Dessen Amtszeit hatte am 4. März 1799 begonnen. Moore wurde am 4. Dezember 1804 für den zurückgetretenen US-Senator in dieses Amt gewählt. Dessen jetzige Amtszeit hatte am 4. März 1803 begonnen, verursacht durch den Rücktritt von Abraham B. Venable. Moore übte seine Tätigkeit zuerst als US-Senator Klasse 2 und später als US-Senator Klasse 1 zwischen dem 11. August 1804 und dem 3. März 1809.
Andrew Moore wurde 1810 zum US Marshal für den Bundesstaat Virginia ernannt und diente bis zu seinem Tod am 14. April 1821 in Lexington in diesem Amt. Er wurde auf dem Lexington Cemetery beigesetzt.